# Ř
Ř, ř ist ein Buchstabe der Alphabete der tschechischen und der obersorbischen Sprache, bestehend aus einem R mit Hatschek (tschechisches Aussprachebeispiel: „řeka“ⓘ). 
Im Tschechischen bezeichnet es den IPA-Laut [r̝], also ein gerolltes r gleichzeitig mit dem Laut [⁠ʒ⁠] (stimmhaftes sch). Historisch handelt es sich bei ř um eine Palatalisierung von r. Während ein einfaches r im Tschechischen nicht vor den Vokalen i und ě stehen kann, darf das ř nur nicht vor einem ě platziert sein. Sollte bei der Flexion eines Wortes etwa ein r auf ě treffen, kommt es zu einem orthographischen und phonologischen Wandel (vgl. sestra – o sestře). Im Obersorbischen kommt ř nur nach den Buchstaben k, p und t vor und wird unpalatisiert als stimmloses sch [⁠ʃ⁠] ausgesprochen. Im Polnischen bildet die Buchstabenkombination rz (gesprochen [⁠ʒ⁠], also gänzlich ohne r) die historische Parallele, im Slowakischen unterblieb die Palatalisierung. Vergleiche tschechisch řeč, polnisch rzecz und slowakisch reč.
Im Monegassischen Dialekt des Ligurischen wird es manchmal benutzt, um das (ähnlich wie im Französischen) am Gaumen gebildete R /ʁ/ vom gerollten Zungenspitzen-R /r/ zu unterscheiden.

## Darstellung im Computer
Die beiden Zeichen sind im Zeichensatz ISO-8859-2 an Position 216 (Großbuchstabe) und 248 (Kleinbuchstabe) enthalten. Sie sind außerdem im Unicode-Block Lateinisch, erweitert-A an den Codepunkten U+0158 (Großbuchstabe) und U+0159 (Kleinbuchstabe) enthalten.
In HTML gibt es die benannten Zeichenentitäten &Rcaron; für das große Ř und &rcaron; für das kleine ř.